# 邢質斌
邢質斌（1947年11月27日—），出生於河北省固安县，祖籍山西昔陽；中國資深電視新聞播報員；其播音，以庄重沉稳、字正腔圆为特点。曾担任中國中央電視台《新聞聯播》节目主播28年，是中国中央电视台的第一代播音员。2006年，获中国播音主持最高荣誉——“金话筒奖”。

## 简历
邢質斌出生在一个教师家庭。北平和平解放后，随父母迁入京城。1964年，由北京師範大學附屬高級中學畢業後，邢質斌被安排到河北省宁晋县插队劳动，后又担任该县公社大队广播站的广播员。因为工作突出，后被调到北京市“大興縣广播站”擔任廣播員。1973年年底，受到“前北京電視台”（中國中央電視台前身）錄音科科長宋培福的赏识，推荐到“中国记者协会新闻学院”进修；并以借调的形式，进入“中央电视台”（当时称“北京电视台”）。
1978年“原北京電視台”改名為“中央電視台”，邢質斌隨後與趙忠祥在1981年7月，首次以男女主播、相互搭档的形式正式出镜，主持《新聞聯播》节目。1980年代末期，邢質斌還曾擔任過中央電視台播音組組長。在趙忠祥轉任专职主持人後，邢質斌在《新聞聯播》先後與薛飛、羅京、張宏民、楊柳、王寧等男性播報員搭檔。
1991年，邢质斌在艺术家张培力的录像作品《水──〈 辞海〉标准版》中出镜，以官方播音腔朗读《辞海》中以「水」字开头的词语的定义。这部作品被视为对于政治话语标准化及媒体国家化的隐晦批判。
2006年，央视新闻中心副主任盖晨光曾证实，作为专家级主持人的邢質斌将在2007年，年满60岁后退休。 但由于考虑到新人还需要磨练和帮助，所以央视又以“返聘”的形式和邢质斌签署了为期两年的工作合同。2009年，随着《新聞聯播》新进主持已经逐渐接班，在考虑到自己的年龄和健康等诸多因素，邢質斌提出不再延续返聘合同，彻底退休。当年6月16日，在做完最后一次《新闻联播》播报工作后，邢質斌正式离开了主持了28年的《新聞聯播》节目；同时也成为在该节目工作时间最长的播音员。
在邢质斌退休消息传出后，腾讯网10小时内接到网友的2万余条评论。20余万网友参与到“你对邢质斌的哪个特点印象最深刻”的调查中，其中，有四成网友将票投给“庄重沉稳”这一特点，而“字正腔圆”紧随其后。

## 主持经历
- 曾數度在中华人民共和国重要集會（如全國人民代表大會、中國人民政治協商會議）進行採訪及發問；
- 曾多次跟随党和国家领导人出访；
- 曾分别现场解说了1984年和1999年的国庆阅兵式。

## 退休
2006年3月，中国“两会”期间，全国政协委员叶宏明提交提案，认为央视《新闻联播》节目播音员结构老化。提案立刻激起了观众的热议。4月，央视官员则表示，邢质斌在2007年将满60岁，到达退休年龄。 6月初，央视即安排了较为年轻的新闻主播康辉、李梓萌首次登上《新闻联播》主播台。中國媒體開始盛傳「邢質斌將會退休」的消息，但都未獲得中央電視台或是政府方面的正式回应。
在到达60岁退休年龄后，邢质斌受到央视挽留，获得了为期两年的“返聘”合同。2009年6月，邢质斌还是向央视递交了退休申请。在考虑到年龄和健康等因素，她的申请获得了批准；6月16日，是邢质斌最后一次在《新聞聯播》执行播报工作；7月9日，央视领导、和同事们集体为邢质斌举办了欢送会。

## 代言风波
邢质斌曾在1995年代言一款名为“使你美”减肥腰带，厂商制作5至10分钟的专题片，通过邢质斌在央视《新闻联播》的知名度打响品牌，但因为产品为假冒产品，并没有任何作用，使得邢质斌遭到全国消费者的声讨，邢本人也因此受到停止主播一星期的处罚。后央视就此出台规范央视主持代言产品的规定。
邢质斌退休后又多次为企业拍摄广告，引发争议。